# Baptiste Fariscot
Pas d'image ? Cliquez ici

a Compétitions nationales et continentales officielles uniquement.

Dernière mise à jour le 7 novembre 2022.
Baptiste Fariscot, né le 15 novembre 2001, est un joueur français de rugby à XV. Il évolue au poste d'ailier au Biarritz olympique.

## Biographie
Après avoir joué au football à Cambo-les-Bains, Baptiste Fariscot débute le rugby au RC Ustaritz Jatxou avant de rejoindre le centre de formation du Biarritz olympique en cadets. Il dispute son premier match en équipe première contre l'ASM Clermont en mai 2022 et inscrit ses deux premiers essais contre Colomiers rugby en octobre 2022.
Il dispute le tournoi de Dubaï en décembre 2021 avec l'équipe de France à VII Développement.